# 듀얼 건담
듀얼 건담(영어: Duel Gundam, 일본어: デュエルガンダム)은 TV 애니메이션 《기동전사 건담 SEED》에 등장하는 모빌 슈트(MS)로 분류되는 가공의 유인 조종식 인간형 로봇 병기이다. 지구연합군이 개발한 5기의 시제기 중 1기이지만, 적대 국가 플랜트의 군사 조직인 자프트에게 강탈당하고, 자프트 소속의 파일럿인 이자크 쥴의 탑승기가 된다. 5기 중 가장 먼저 개발돼 표준적인 무장을 갖추고 있는 범용형의 기체이다. 강탈 당한 후의 전투에서 입은 손상으로 자프트제의 추가 장갑 유닛인 "어설트 슈라우드"를 장착한다. "듀얼"은 영어로 "결투"를 의미한다. 이 작품에서 "건담"은 배크로님으로 설정되어 있으며, "DUEL General Unilateral Neuro-Link Dispersive Autonomic Maneuver Synthesis System"으로 표기된다. 미디어나 관련 상품에서는 "듀얼 건담"이라고 호칭되지만, 《기동전사 건담 SEED》 시리즈 작품 내에서는 다른 건담 타입의 모빌 슈트와 마찬가지로 "건담"을 생략하고 "듀얼"이라고 호칭된다.
메카닉 디자인은 오오카와라 쿠니오가 담당하였다.
본 문서에서는 관련 작품에 등장하는 파생기들에 대해서도 설명한다.

## 설정 해설
듀얼 건담은 지구연합 소속 국가 중 하나인 대서양 연방이 오브 연합 수장국의 공기업인 모르겐레테사의 기술 협력을 받아 오브 관할의 자원 콜로니인 헬리오폴리스에서 극비리에 개발된 5기의 시제형 모빌 슈트(G 병기/초기 GAT-X 시리즈) 중 1기이다.
초기 GAT-X 시리즈 중에서 가장 먼저 완성된 모빌 슈트(MS)로, 가벼운 무게로 기체의 운동성 및 범용성을 살려, 대 모빌 슈트 백병전을 상정해 개발되었다. 기존의 자프트제 모빌 슈트(MS)에서는 모빌 아머(MA)나 전함 등의 병기군(群)을 가상의 적으로 삼고 있었지만, 전쟁 초반에 자프트에 대패한 연합군에서는 처음부터 대MS전을 상정해야 할 필요성이 대두되었고, 휴대 장비에 실탄, 실체검을 많이 가지고 있는 자프트 모빌 슈트에 대한 대응책으로 초기 GAT-X 시리즈에서는 실체 병기를 거의 무효화시키는 페이즈 시프트 장갑(PS 장갑)이 도입되었다.
듀얼 건담은 모든 GAT 시리즈의 모체라고 할 수 있는 기체이며, 다른 4기는 듀얼 건담을 기반으로 해서 각각의 컨셉에 특화해 개발되었다. 이것은 프레임의 공용화라고 하는 나중의 확장용의 규격 통일과 능력면에서 코디네이터에 뒤쳐지는 내추럴이 기종 전환을 용이하게 할 수 있도록 조종면에서 배려한 조치이기도 하다. 가벼운 무게를 살린 높은 운동 성능과 빔 라이플 및 빔 사벨을 구사하는 백병전을 기본 전술로 삼았으며, 듀얼이라는 기체명도 여기서 유래했다.
초기 GAT-X 시리즈 중에서 먼저 완성된 듀얼 건담은 내외장 기자재의 상성이 세련되게 다듬어지지 않아, 상정한 성능을 충분히 발휘한다고 볼 수 없었다. 그러나 모빌 슈트(MS)로서 표준적인 지위를 가지고 있으며, 페이즈 시프트 장갑(PS 장갑), 휴대형 빔 무기로 당시 자프트의 주력 모빌 슈트인 진을 압도한다. 기체 구조나 무장의 구성에서 지구연합제 모빌 슈트의 기초가 된 기체라고 할 수 있다. 듀얼 건담의 양산기로 듀얼 대거가 생산되었다.

### 기체 구조
머리
V자형 안테나와 트윈 아이를 채택하고 있다. "건담 페이스"라고 불리는 구성으로 2개의 카메라 아이를 가지고 있어서 적기 탐색 및 시각 인식 성능이 우수하지만, 구조의 복잡화로 인해 양산화에는 적합하지 않다.
머리 중앙에는 이탈리아어로 "1"을 의미하는 "UNO"에 더하여 "UNO X-102"라고 각인되어 있다. 《기동전사 건담 SEED》 시리즈의 치프 메카닉 작화 감독을 맡은 시게타 사토시는 인터뷰에서 초기 설정의 듀얼 건담 1호기라고 호칭되었을 때의 흔적이라고 설명하고 있다. 설정상 모빌 슈트(MS)를 실용화시킨 기술자가 이탈리아계였기 때문에 기체에 이탈리아어로 각인을 하는 관습이 연합으로 전해졌다고 여겨진다.
팔
손목의 규격은 다른 초기 GAT-X 시리즈들과 공통된 것을 사용한다.
백팩
본체와 일체화되어 있으며, 빔 사벨이 설치되어 있다. 스러스터의 출력은 에일 스트라이커보다 낮다.

### 무장
75mm 대공 자동 발칸 포탑 시스템 "이겔슈테른"
스트라이크 건담과 마찬가지로 머리 부분에 2문이 내장된 대공 방어 기관포이다.
175mm 그레네이드 런처 장비 57mm 고 에너지 빔 라이플
주무기인 빔 병기이다. 진을 일격에 파괴하는 위력을 가지고 있다. 총신의 밑부분에는 그레네이드가 설치되어 있어서 이를 통해 면공격도 가능하다. 연합병들의 평가를 받아 나중에 일정수가 양산되었다. 사용하지 않을 때에는 오른쪽 허리에 거치가 가능하다.
빔 사벨
백팩의 상부 양단에 장비되어 있다. 스트라이크 건담의 것과 같은 것이다.
대 빔 실드
스트라이크 건담 및 건담 아스트레이의 것과 색깔만 다를뿐 같은 실드이다. 《기동전사 건담 SEED HD 리마스터》 제5화의 그레네이드 런처 발사 장면에서 그려지고 있으며, 방아쇠를 당기는 오른팔 측면에 다시 장비하고 있는 것처럼 보인다.
350mm 레일 바주카 "게 볼그"
예비 배터리 탑재를 겸하고 길고 크게 설계된 총신을 사용해 포탄을 내부에서 전자기 가속시켜 발사시키는 리니어 캐논이다. 때문에 바주카로 통칭되지만 탄체 자체에는 추진기가 없다.
듀얼 건담이 강탈당하면서 본래의 주인을 잃어버리고 헬리오폴리스가 붕괴되는 사건들을 거치면서 건담 아스트레이 골드 프레임에 의해 운용되었다. 《기동전사 건담 SEED》 본편 애니메이션에서는 등장하지 않지만 건담 컬렉션이나 어드밴스드 모빌 슈트 인 액션, MG 건프라에서 무장으로 부속된 것 외에 나중에 방송된 《건담 빌드 파이터즈》 제10화에서 어설트 슈라우드를 비롯해 검은색 컬러의 듀얼 건담 건프라가 이 무기를 들고 있는 묘사가 나온다. 《기동전사 건담 SEED ASTRAY Re:Master》 관계자의 인터뷰에 따르면 원래 듀얼 건담의 초기 설정시에 준비했던 것을 《ASTRAY》에서 전용한 것으로 되어 있다.
기타 무장
《기동전사 건담 SEED》 최종화에서 빌려쓴 버스터 건담의 초 고 임펄스 장사정 저격 라이플, 스트라이크 건담의 빔 라이플 및 실드 등이 있다. 한편 어드밴스드 모빌 슈트 인 액션의 〈듀얼 건담 어설트 슈라우드〉에는 쇼트 배럴 라이플과 스나이퍼 라이플이라는 오리지널 무장이 동봉되어 있다.

### 듀얼 건담 어설트 슈라우드
자프트가 개발하고 있던 제1세대 모빌 슈트용 강화 파츠인 "어설트 슈라우드"를 듀얼 건담용으로 재설계해 장비한 형태이다. 《기동전사 건담 SEED》 제11화에서 손상된 듀얼 건담의 수리와 병행해서 특별히 주문되어 장비된 것으로, 채택된 데에는 이자크 쥴의 의향이 반영되어 있다. "슈라우드(shroud)"는 "수의(壽衣)"를 의미한다.
일반적인 장갑 소재로 만들어진 것이어서 페이즈 시프트 장갑(PS 장갑)과 같은 혁신적인 견고성은 없지만 바이탈 파트에 장갑이 추가되어서 기체의 방어력이 향상되었다. 장갑의 두께 자체가 두꺼워졌기 때문에 이를 활용한 강습전 능력도 증강되었다. 또한 백팩 및 다리 부분에 추가된 고출력 스러스터에 의한 우주전에서의 기동성과 각 어깨에 추가된 레일건과 미사일에 의해 화력이 향상되고 있어서 본 장비는 화력과 추진력의 향상을 주목적으로 한 유닛이라 할 수 있다. 동시에 총 중량이 100톤 가까이되기 때문에 중력 하에서의 활동은 제한된다. 또한 전투 중에도  파일럿의 조작에 의한 임의 분리가 가능하다. 대전 후기에는 지구연합군이 듀얼 건담 어설트 슈라우드를 참고해 같은 컨셉의 강화 장갑인 "포르테스트라"를 개발했다.
115mm 레일건 "시바"
듀얼 건담 어설트 슈라우드의 오른쪽 어깨 장갑에 설치된 레일건이다. 속사성이 뛰어나 실체탄을 전자력으로 사출하는 장비이지만, 플라스마의 투사도 가능하다. 페이즈 시프트 장갑(PS 장갑)을 가지고 있지 않은 모빌 슈트(MS)에 대해서 절대적인 위력을 발휘하는 장비이다. 명칭은 인도 신화에 등장하는 파괴의 신 "시바"에서 유래하였다.
원래는 진의 추가 무장으로 시험적으로 크루제 부대에 반입된 장비지만, 듀얼 건담에 장비되었다. 따라서 어깨 부분에서 분리하여 사용할 수도 있다. 장비될 때에 헬리오폴리스 습격 때 탈취하지 못한 "게 볼그"에 대한 기능 보완도 가미되었다. 이 장비는 양산화도 검토되었지만 GAT-X 시리즈의 탈취에 따른 빔 병기의 도입으로 인해 미루어졌다가 나중에 프리덤 건담에 탑재되는 크시피어스 레일포의 기술적 토대가 되었다.
220mm 5연장 미사일 포드
듀얼 건담 어설트 슈라우드 왼쪽 어깨 장갑 내에 격납되어 있는 미사일 포드이다. 레일건과 미사일 포드를 병용한 장비 구성은 버스터 건담을 참고로 한 것이다.

### 작품 내에서의 활약
듀얼 건담은 헬리오폴리스를 습격한 자프트의 크루제 부대에 의해 탈취되고, 크루제 부대원 중 한 명인 이자크 쥴의 탑승기가 되어 그대로 헬리오폴리스로부터 탈출한 아크엔젤을 추격하는데 투입된다. 《기동전사 건담 SEED》 제5화에서 스트라이크 건담에 의해 파괴된 팔은 강탈시에 함께 가지고 간 각 기의 예비 파츠를 사용해 복구되었다. 제11화부터 진의 추가 장비를 이용해 만든 어설트 슈라우드를 장착한다. 동시에 강탈한 다른 3기인 이지스 건담, 블리츠 건담, 버스터 건담과 함께 아크엔젤을 몰아붙이지만, 그때마다 키라 야마토가 탑승한 스트라이크 건담에 의해 저지당한다.
저궤도회전을 거쳐 지구로 강하한 뒤, 디아카 앨스먼의 버스터 건담과 함께 다시 아크엔젤을 쫓아 북아프리카 전선의 발트펠트 부대에 합류하고, 인도양으로 나가 마셜 제도에서는 아스란 자라를 대장으로 하는 "자라 부대" 소속으로 키라 야마토의 스트라이크 건담과 교전하지만 연패당하고 만다. 오브 앞바다에서의 전투에서 니콜 아말피와 사별하고, 아스란 자라와 디아카 앨스먼과 헤어지고도 듀얼 건담은 이자크 쥴의 탑승기로 크루제를 수행한다. 오퍼레이션 스핏 브레이크 발동 후에는 지구연합군 통합작전본부가 위치한 알래스카 기지 조슈아(JOSH-A) 침공 작전이나 파나마 공략전에도 참가한다. 제2차 야킨 두에 공방전에서는 후기 GAT-X 시리즈 3기 중 포비든 건담과 레이더 건담을 격추(스페셜 에디션 완결편에서는 포비든 건담만 격추시킴)시킨다. 또한 지구연합군의 기함 두리틀을 격침해 플랜트 방위에 공헌한다. 레이더 건담을 격추한 후 왼쪽 어깨가 파손된 상태에서 페이즈 시프트 다운을 일으키는데 중파된 버스터 건담과 함께 아크엔젤로 수용되어 보급을 받고 스트라이크 건담용 빔 라이플과 대 빔 실드를 장비하고 아크엔젤 근처를 비행하는 모습이 영상에서 확인되는 듀얼 건담의 마지막 모습이다.
초기 GAT-X 시리즈 기체 중 유일하게 가동 상태로 정전(停戰)을 맞이하지만, 후속편인 《기동전사 건담 SEED DESTINY》에는 등장하지 않기 때문에 이후의 듀얼 건담의 처리에 대해서는 알려진 바가 없다.
만화 《기동전사 건담 SEED Re:》에서는 어설트 슈라우드 외에도 대기권 내에서의 전용 장비인 "젝스"가 등장한다. 공중전 모빌 슈트(MS)인 딘의 비행 유닛을 베이스로 한 자프트판 I.W.S.P.라고 부를 수 있는 외관을 하고 있으며, 딘의 정류용 에어로셸을 확인할 수 있다.

## 블루 듀얼 건담
애니메이션 작품 《기동전사 건담 SEED C.E.73 STARGAZER》에 등장한다.
지구연합군 제81독립기동군 팬텀 페인이 액타이온 인더스트리사를 중심으로 한 다수의 기업들의 기술 협력을 받아 추진한 에이스 파일럿용 커스터마이즈 모빌 슈트(MS) 개발 계획인 통칭 "액타이온 프로젝트"에 의해 다시 만든 듀얼 건담을 개수한 기체이다. 파일럿은 팬텀 페인 특수전 모빌 슈트(MS) 소대 소속 뮤디 홀크로프트 소위이다. 기체명의 "블루(blu)"는 이탈리아어로 "파란색"을 의미한다.
동료기인 범용형의 GAT-X105E 스트라이크 느와르 건담, 포격전형의 GAT-X103AP 베르데 버스터 건담과의 연계를 상정하여 근접 백병전투를 중시한 커스터마이즈가 되어 있다. 각 부분에 배치된 증가 아머 "포르테스트라"는 롱 대거나 듀얼 대거에 채택된 같은 이름의 유닛을 재설계한 것으로 추가 장비된 강화 스러스터나 각종 병장에 의해 기동력과 공격력 모두 향상되었다. 포르테스트라와 자프트의 어설트 슈라우드는 탈착이 가능한 볼트온 장착 방식이었으나, 블루 듀얼 건담에서는 이들을 본체와 직접 결합된 고정 장비로 사용함으로써 전력 공급이 필요한 배리어블 페이즈 시프트 장갑(VPS 장갑)화가 전면적으로 이루어졌다. 블루 듀얼 건담의 포르테스트라는 탈착할 수 없는 것으로 알려져 있다. 이에 따라 순수 방어 장갑으로서의 기능이 향상되었다. 장갑이 장착된 부위에는 경량화와 함께 가동 범위를 방해하지 않는 조치가 이루어져서 원형기가 가지고 있는 운동성을 저하시키지 않고 방어력을 향상시키는데 성공했다. 매니퓰레이터는 가동지를 재구축하면서 액추에이터를 개량한 모델이 되었다.

### 블루 듀얼 건담의 무장
M2M5 토데스슈라켄 12.5mm 자동 근접 방어 화기
대거 L 이후의 지구연합 계열 양산 모빌 슈트(MS)가 표준으로 장비하는 대공 방어 기관포이다. 구경은 이겔슈테른보다 축소되어 대인·대차량 공격이나 탄수를 중시하고 있다. 머리에 2문이 내장되어 있다.
Mk315 스틸레토 투척분진 대장갑 관입탄
왼쪽 어깨 부분의 증가 아머 내에 격납되어 있는 투척 병기이다. 대거 L이나 윈덤과 같은 지구연합 계열 양산 모빌 슈트(MS)에 널리 장비된다. 작품 내에서 뮤디는 3기를 한 번에 뽑아 투척한다.
M443 스콜피온 기동 레일건
오른쪽 어깨 실드 뒤에 장착되어 있는 선회식 전자기 레일포탑이다. 유니버셜 마운트로 접속되어 있어 발사각이 넓게 유지된다.
M7G2 리트랙터블 빔 건
양 팔뚝 아머에 일체화되어 있는 빔 핸드건이다. 높은 속사 성능을 가지며 기체 특성상 적과 아군이 뒤섞이는 난전 상황 하에서의 사용을 상정하고 있다. 연사 성능이 높아 즉시 공격으로 전환할 수 있는 강점을 가지고 있다. 사용시에는 격납된 배럴부를 선회시켜 사격 자세를 취하는데 일반 총과 마찬가지로 손바닥으로 그립을 유지한다.
ES05A 빔 사벨
양쪽 정강이 아머 측면에 장비되어 있는 참격 무장이다. 대거 L과 윈덤이 장비하는 ES04B 빔 사벨의 개량형으로 신뢰성과 내구성의 향상을 꾀했다. 설치 위치가 어깨에서 다리쪽 측면으로 변경되었다.
대 빔 실드
개수전과 동일한 장비이지만, 설치 위치가 오른쪽 어깨 유니버셜 마운트로 변경되어 독립적으로 가동할 수 있게 되었다.

### 블루 듀얼 건담의 작품 내에서의 활약
브레이크 더 월드 사건 후 키르기스 기지를 습격한 자프트의 섬멸 임무를 받고 스트라이크 느와르 건담, 베르데 버스터 건담과 함께 현장으로 급히 출동해 이를 진압한다. 이후에는 서유라시아 지방에서 한니발급 육상 전함 보나파르트의 방위 임무를 수행하며 자프트의 모빌 슈트(MS) 부대를 쫓아내지만, 배후에서 바쿠의 기습을 받아 빔 사벨로 오른팔, 실드, 레일건을 절단당하고, 왼발을 관통당해 행동불능이 된다. 최후에 3기의 케르베로스 바쿠 하운드의 빔 팡에 의해 콕피트가 대파되고, 파일럿인 뮤디도 전사한다.

## 레겐 듀얼 건담
포토 스토리, 소설로 이루어진 외전 작품 《기동전사 건담 SEED VS ASTRAY》에 등장한다.
라이브러리안이 듀얼 건담을 독자적으로 개수, 재설계한 기체이다. 파일럿은 카이트 마디건이다. 형식번호 앞부분의 "LR"은 "라이브러리안 레겐"의 약자이고, "레겐(Regen)"은 독일어로 "비"를 의미한다.
레겐 듀얼 건담은 레일건이나 바주카와 같은 중·원거리 전력을 부가해 상황에 따라 장비를 퍼지할 수 있게 하고 싸우는 능력을 강화시켰다. 따라서 기본 전략은 우선 바주카에 의한 원거리 포격에 이어 중거리전을 빔 라이플과 레일 라이플로 수행하고, 빔 사벨로 근거리전을 수행하는 것이다.
또한 기체의 각 부분에는 장갑이나 스러스터가 증설되어 있지만, 어설트 슈라우드처럼 중량 증가를 초래하지 않도록 최소한의 것으로 하여 백병전으로 이행시 퍼지할 필요가 없어졌다. 어깨 아머는 게일 스트라이크 건담에서 축적된 기술을 피드백하면서 소형화하고, 큰 추력에 의해 좌우로 기동하는 것도 가능해졌다. 발목에는 전투 중 장비를 사용하는 과정에서 발생하는 무게 변화에 대응하기 위한 조정 기능이 추가되어 있다. 머리는 "GZ형"이라고 불리는 타입으로 변경되었는데, 이것은 카이트의 기호에 따라 자신의 컬렉션 기체로부터 유용한 것이다. 일반적인 디자인의 것과 성능면에서의 차이는 없다.
라이브러리안의 강화형 G는 모든 기체가 스트라이커 팩 시스템을 지원하며, 레겐 듀얼 건담도 등쪽에 스트라이커 팩용 플러그가 추가되어 있기 때문에 백팩은 그 자체를 스트라이커 팩인 바주카 스트라이커로 탈착이 가능하며, 다른 강화형 G에 장착하거나 다른 스트라이커 팩을 장착할 수 있다.

### 레겐 듀얼 건담의 무장
카이트 마디건은 자신의 탑승기에 빔과 실체탄을 바꿔 쏠 수 있는 전용총을 장비하고 있지만, 레겐 듀얼 건담에는 예외적으로 장착되어 있지 않다.
115mm 레일 라이플 "루드라"
듀얼 건담 어설트 슈라우드에 장비된 115mm 레일건 "시바"를 휴대용 무장으로 개량한 것이다. 휴대용 무장이 되었기 때문에 정확한 사격이 가능하지만, 탄수는 줄어들었다.
"루드라"는 "시바"의 별명이다.
바주카 스트라이커
레겐 듀얼 건담이 표준으로 장비하는 포격형 스트라이커 팩이다. 런처 스트라이커를 설계의 기반으로 하였으며 통상 장비로 350mm 레이리 바주카 "게 볼그"가 연결되지만, 320mm 초 고 임펄스 포 "아그니"도 연결할 수 있다. 원거리 전투에서 근거리 전투로의 이행시에는 버려지기 때문에, 인멸하기 위해 폭파시키는 것도 가능하다.

### 레겐 듀얼 건담의 작품 내에서의 활약
서전에서 아그니스 브라에의 턴 델타와 교전해 대파시킨다. 이후 지상에서 구드 베이어의 반 세이버 건담과 함께 일라이저 킬의 일라이저 전용 자쿠 팬텀과 교전하지만, 베이어가 일라이저 전용 자쿠 워리어를 빼앗아 도주하면서 추격을 포기한다. 이후 플레어의 명령으로 자프트의 진 부대와 교전하고, 이를 격파한다.

## 같이 보기
- 건담 시리즈의 병기 목록
- 기동전사 건담 SEED
- 스트라이크 건담
- 버스터 건담
- 이지스 건담
- 블리츠 건담

## 주해
1. ↑  초기 GAT-X 시리즈 5기는 듀열 건담(1호기), 버스터 건담(2호기), 블리츠 건담(3호기), 이지스 건담(4호기), 스트라이크 건담(5호기) 순으로 개발되었다.[5]
2. ↑  페이즈 시프트 장갑(PS 장갑)은 이후 지구연합군과 자프트의 "건담" 시리즈의 표준 장갑이 되었다.
3. ↑  이 기구에 의해 GAT 시리즈는 무장과 장갑을 신규로 제작하는 것만으로 신형기를 투입할 수 있게 되었다.[9]
4. ↑  단, GAT-X 프레임은 계속해서 개량되고 있었기 때문에[9] 초기 GAT-X 시리즈 중 가장 나중에 완성된 GAT-X105 스트라이크 건담은 유연성과 운동성이 보다 향상되었다.[10]
5. ↑  코즈믹 이라(C.E.)에서 "건담"이라는 명칭은 키라 야마토가 부르기 시작했는데, 그 후 관계자들에게 확산되어 소속에 관계없이 유사한 머리 구성을 가진 기체의 명칭이 되었다.[12]
6. ↑  건담 프라모델 키트 〈빌더스 파츠 1/144 시스템 웨폰 010〉에 수록된 본 장비에는 총신과 센서를 조합해 장사정 롱 라이플로 변경할 수 있는 기믹이 추가되었다.
7. ↑  오래도록 단순히 "듀얼 건담 전용 바주카" 등으로 표기되어 왔지만,[18] 《기동전사 건담 SEED VS ASTRAY》에 등장하는 레겐 듀얼 건담의 장비에 제식 명칭이 붙여졌다.[19]
8. ↑  《기동전사 건담 SEED》 방영 초기에는 "어설트 아머"라고 공지하는 매체도 존재했다.[22]
9. ↑  연표에서는 《기동전사 건담 SEED》 제11화의 전투가 C.E. 71년 2월 11일에 일어났으며, 어설트 슈라우드를 장비하고 출전한 제12~13화의 전투는 같은 달 13일이다.[24]
10. ↑  본 장비는 "강습용 시의(屍衣)"라고도 불린다.[23]
11. ↑  그렇지만 《기동전사 건담 SEED HD 리마스터》 제12화에서는 격납고에서 어설트 슈라우드가 페이즈 시프트 장갑(PS 장갑)의 디액티브 모드처럼 퇴색되어 있는 채색 미스가 일어났다.
12. ↑  블루 듀얼 건담은 증설한 스러스터를 통해 비행이 가능하다는 자료도 볼 수 있다.[32] 한편 애니메이션 《기동전사 건담 SEED C.E.73 STARGAZER》 작품 내에서는 헬리콥터에 의해 운반되는 묘사를 확인할 수 있다.
13. ↑  포르테스트라를 떼어낸 블루 듀얼 건담의 소체 설정화도 존재한다.[34]
14. ↑  단, 디자인은 신규 디자인이다.[35]
15. ↑  건담 아스트레이 미라쥬 프레임은 지원하지 않는다.

### 참고 문헌
- 서적
  - 《기동전사 건담 SEED MS 백과사전》. 이치진샤. 2008년 7월 1일. ISBN 978-4-7580-1108-2.
  - 《기동전사 건담 SEED DESTINY MS 백과사전》. 이치진샤. 2008년 11월 25일. ISBN 978-4-7580-1126-6.
  - 《기동전사 건담 SEED 코즈믹 이라 메카닉&월드》. 후타바샤. 2012년 11월. ISBN 978-4-575-46469-6.
  - 《하비 재팬 MOOK 기동전사 건담 SEED 모델 Vol.3 SEED MSV편》. 하비 재팬. 2004년 5월. ISBN 4-89425-336-4.
  - 《하비 재팬 MOOK 기동전사 건담 SEED 모델 Vol.4 붉은 화염편》. 하비 재팬. 2004년 10월. ISBN 4-89425-347-X.
  - 《기동전사 건담 SEED OFFICIAL FILE 메카편 Vol.1》. 코단샤. 2003년 2월. ISBN 4-06-334678-1.
  - 《기동전사 건담 SEED OFFICIAL FILE 메카편 Vol.2》. 코단샤. 2003년 5월 29일. ISBN 4-06-334725-7.
  - 《KC 디럭스-1808 기동전사 건담 SEED OFFICIAL FILE 메카편 Vol.4》. 코단샤. 2003년 11월. ISBN 4-06-334770-2.
  - 《데이터 컬렉션 17 기동전사 건담 SEED 상권》. 미디어 웍스. 2004년 10월 15일. ISBN 4-8402-2817-5.
  - 《기동전사 건담 SEED C.E.73 STARGAZER 컴플리트 가이드》. 미디어 웍스. 2006년 12월. ISBN 4-8402-3729-8.
  - 《공식 가이드북 기동전사 건담 SEED 공식 가이드북 운명의 재회》. 카도카와 쇼텐. 2003년 2월. ISBN 4-04-853596-X.
  - 《건담의 상식 모빌 슈트 대백과 기동전사 건담 SEED 연합·오브편》. 후타바샤. 2011년 11월. ISBN 978-4-575-30366-7.
- 잡지
  - 전격 하비 매거진
    - 《전격 하비 매거진 2002년 9월호》. 미디어 웍스.
    - 《전격 하비 매거진 2002년 11월호》. 미디어 웍스.
    - 《전격 하비 매거진 2003년 1월호》. 미디어 웍스.
    - 《전격 하비 매거진 2004년 12월·2005년 1월 합병호》. 미디어 웍스.
    - 《전격 하비 매거진 2005년 2월호》. 미디어 웍스.

  - 하비 재팬
    - 《월간 하비 재팬 2003년 2월호》. 하비 재팬.
- 코믹스
  - 토키타 코이치 (2013년 7월). 《기동전사 건담 SEED ASTRAY Re:Master Edition 5》. 카도카와 쇼텐. ISBN 978-4-04-120791-8.
- 분책 백과
  - 《주간 건담 팩트 파일 제127호》. 데아고스티니 재팬. 2007년 4월 3일.
  - 《주간 건담 퍼펙트 파일 제64호》. 데아고스티니 재팬. 2012년 12월 25일.
- 건담 프라모델 키트
  - 《1/144 HG 듀얼 건담 어설트 슈라우드》. 반다이. 2002년 11월.
  - 《1/100 MG 프리덤 건담》. 반다이. 2004년 7월.
  - 《1/60 PG 스트라이크 건담》. 반다이. 2004년 11월.
  - 《1/144 HG 블루 듀얼 건담》. 반다이. 2006년 9월.
  - 《1/100 MG 스트라이크 느와르 건담》. 반다이. 2007년 3월.
  - 《1/60 PG 건담 아스트레이 레드 프레임》. 반다이. 2009년 3월.
  - 《1/100 건담 아스트레이 골드 프레임》. 반다이. 2009년 5월.
  - 《1/100 레겐 듀얼 건담》. 반다이. 2009년 9월.
  - 《1/100 MG 듀얼 건담 어설트 슈라우드》. 반다이. 2012년 2월.